# Усерд
Усерд (Усёрд, Усердъ) — ранее существовавший город-крепость на слиянии рек Тихая Сосна и Усерд в Белгородской черте, ныне село Стрелецкое. В 1987 году было отмечено 350-летие этого не сохранившегося в настоящее время города. Этому событию были посвящены несколько всесоюзных журналов и Гостелерадио были сняты два документальных короткометражных фильма.

## Название
Своё название крепость получила по названию реки Усёрдец (историческое название Усёрд), в устье которой была расположена. Происхождение названия связывают с славянских корнем «-серд-/-серед-» со значением «середина», либо «остров, отмель». Местное население до сих пор отмечает престольный праздник Усерда — «Правую Среду», или Преполовения, что также свидетельствует о «центральном» положении Усерда в представлениях времён его образования.
Современное произношение называния через «ё» — «ус'орт».

## История

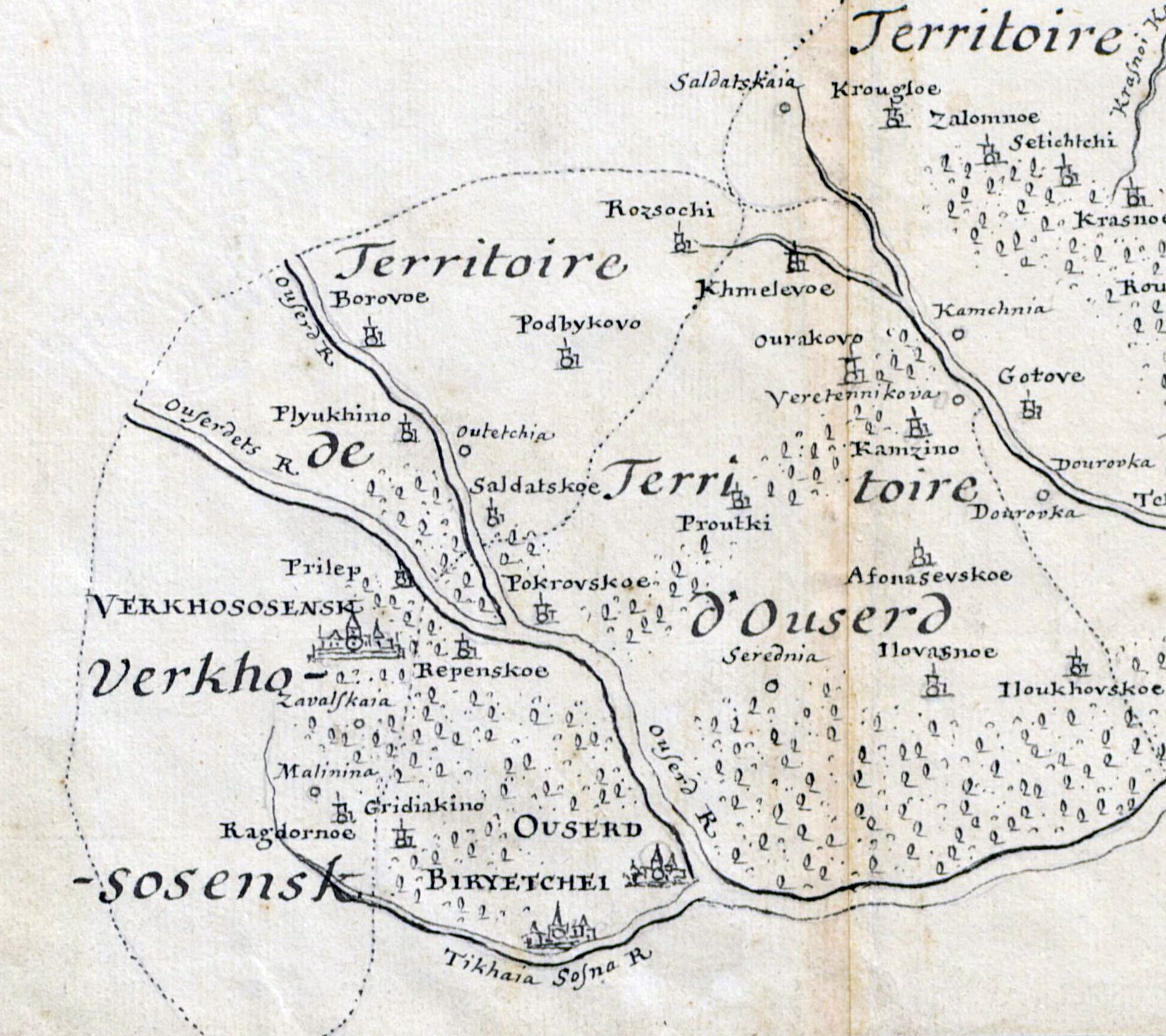
Усердский уезд на карте Воронежской провинции. 1723 год

Город основан в 1637 году; до 1779 года был уездным городом. Известный дореволюционный историк И. Беляев в большой работе о границе Московского государства описывает, как в 1637 году на месте Усердского городища был построен новый город. В XX веке известный исследователь В. Загоровский указал на акты Боярской думы и царя Михаила Федоровича, по которым основание города Усерда относится к 1637 году. Таким образом, город Усерд в составе Белгородской черты появился в 1637 году на месте старого городища.
Усерд находился на Кальмиусском шляхе. Имел большое стратегическое значение, трижды в своей истории был разрушен.
Крепость имела форму близкую к кругу. Была построена из дубового леса. Имела 9 башен, вышки и бойницы. Вокруг городских стен выкопан ров, из крепости прорыт подземный ход (тайник) к реке. Внутри крепости находились воеводский двор, соборная церковь, лавки, хозяйственные амбары, жильё для стрельцов, казаков, пушкарей, погреб для хранения свинца, ядер, амбары для продовольствия.
В 1665 году был воеводой Усерда был И. П. Савёлов. 
В 1679 году от города на юг протянулась новопостроенная или Изюмская черта.
С 25 сентября 1779 года Усерд потерял статус города и официально стал называться слободой Стрелецкой.
На 1890 год слобода Стрелецкая входила в состав Воронежской губернии (Бирюченский уезд), жителей 1000.